# Lotte Hass
Charlotte Hildegard „Lotte“ Hass, geborene Baierl (* 6. November 1928 in Wien; † 14. Jänner 2015 ebenda), war eine österreichische Tauchpionierin. Als zweite Ehefrau des Naturforschers Hans Hass (1919–2013) wirkte sie in einigen seiner Filme als Unterwassermodel und Hauptdarstellerin mit.

## Leben und Werk
Als Hans Hass im Sommer 1947 für sein Büro in Wien eine Sekretärin suchte, bewarb sich Lotte Baierl erfolgreich für die Stelle. Sie hatte gerade ihre Matura bestanden und war ein großer Fan von Hass. Lotte lernte neben ihrer Büroarbeit den Umgang mit Tauchgeräten und Unterwasserkameras, denn sie hoffte, an der nächsten Expedition von Hass teilnehmen zu dürfen. Dafür trainierte sie in Schwimmbädern, tauchte und fotografierte in den Seen rund um Wien. Unterstützt und angelernt wurde sie dabei von Kurt Schaefer, dem Assistenten von Hans Hass.
Hans Hass war generell gegen die Teilnahme einer Frau an seinen Expeditionen. Die Teilnahme von Lotte Baierl wurde aber schließlich doch möglich, als die Wiener Sascha-Filmgesellschaft darauf bestand, dass Hass seinen nächsten Dokumentarfilm durch eine hübsche weibliche Hauptdarstellerin für ein größeres Publikum attraktiver machen solle. Die Wahl fiel auf Lotte Baierl. Die mehrmonatige Expedition 1950 an das Rote Meer war sehr mühsam, aber erfolgreich. Hass konnte erstmals Mantas und Walhaie filmen. Lotte Baierl betätigte sich dort als Unterwasser-Fotografin und Unterwasser-Model. Zur Freude des Publikums trug sie im Film stets besonders textilarme Bademodekreationen. 1970 publizierte sie ihre Erlebnisse während der Expedition an das Rote Meer in ihrem Buch „Ein Mädchen auf dem Meeresgrund“.
Bald darauf wurde sie international bekannt. Sie erhielt Film-Angebote aus Hollywood, die sie aber alle ablehnte, da sie nicht hauptberufliche Schauspielerin werden wollte.
So gut Lotte Baierl in den USA auch ankam, stieß ihre Teilnahme an der Expedition an das Rote Meer in Deutschland und Österreich doch auch auf Kritik, denn man zweifelte an dem wissenschaftlichen Ernst von Hans Hass. Die „Hessischen Nachrichten“ bezeichneten die Expedition an das Rote Meer wegen Lottes Mitwirkung als eine „Pin-Up-Expedition“. Andere betitelten Lotte Baierl spöttisch als „Lotte Haierl“. Noch 1959 höhnte das deutsche Nachrichtenmagazin „Der Spiegel“ in einer Fernsehkritik: „Keine Grotte ohne Lotte“. Man verstand nicht, welchen Spagat Hass zur Kommerzialisierung seiner Filme machen musste: Sie wurden in der Art von Dokumentarfilmen produziert, aber als Spielfilm umgearbeitet und dem Publikum präsentiert. Diese Mischung funktionierte erstaunlich gut: Der Film Abenteuer im Roten Meer wurde 1951 bei der Biennale in Venedig mit dem Internationalen Preis für lange Dokumentarfilme ausgezeichnet.
Anfang November 1950, auf dem Rückflug von Port Sudan nach Wien, verlobten sich Hans Hass und Lotte Baierl. Die Ehe von Hass mit seiner ersten Ehefrau, der Schauspielerin Hannelore Schroth, war im April 1950 geschieden worden. Die zivilrechtliche Trauung von Hans Hass und Lotte fand am 29. November 1950 in Küsnacht am Zürichsee statt. Die kirchliche Hochzeit erfolgte im Februar 1963 in der Augustinerkirche im Wiener Stadtzentrum.
In den 1950er Jahren nahm Lotte auch an beiden „Xarifa“-Expeditionen von Hans Hass teil. Nach der Geburt ihrer Tochter Meta im November 1957 zog sich Lotte Hass aus der Öffentlichkeit zurück und widmete sich vorwiegend Haushalt und Erziehung. Nur selten kehrte sie vor die Kamera zurück. 1976 spielte sie eine Nebenrolle in Der Mann aus Portofino, der Folge 29 der bekannten Krimiserie Derrick.
Im Jahr 2018 wurde in Wien-Donaustadt (22. Bezirk) der Lotte-Hass-Weg nach ihr benannt.

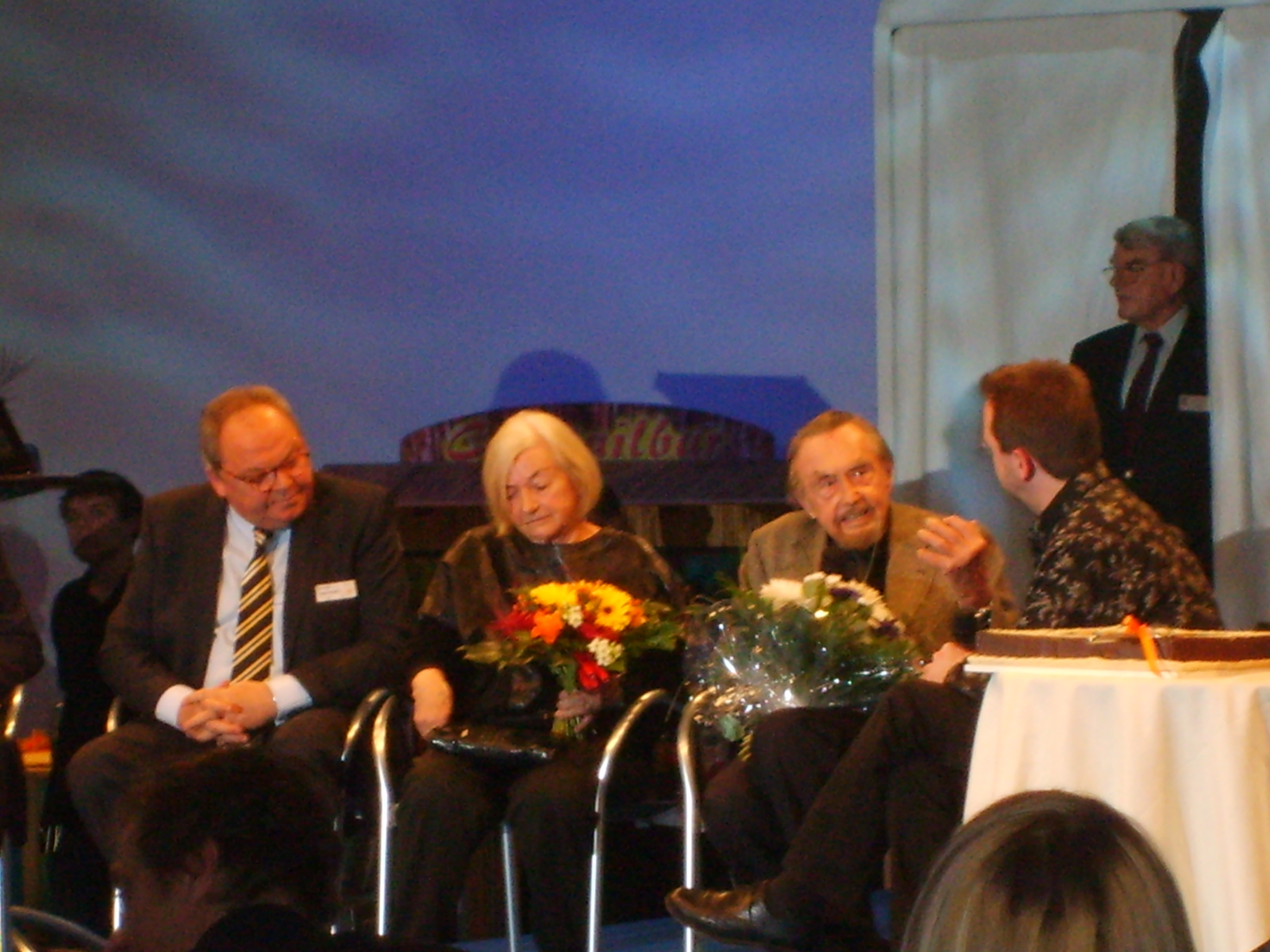
Lotte und Hans Hass auf der boot 2009 an seinem 90. Geburtstag

## Filme
- Abenteuer im Roten Meer (1951)
- Unternehmen Xarifa (1954)
- Unsere Reise mit Kapitän Cook (1971)
- Derrick: Der Mann aus Portofino (1976)

## Auszeichnungen
- 1959 Während der zweiten Xarifa-Expedition wurde eine neue Fischart entdeckt, die von den Wissenschaftlern zu Ehren von Lotte Hass „Lotilia graciliosa“ getauft wurde.
- 1989 IADS-Lifetime Achievement Award (International Association of Diving schools, USA)
- 1990 Tauchpionier-Preis des TC Salzkammergut
- 1997 Historical Diver Magazine Pioneer Award (USA)
- 2000 Aufnahme in die Women Divers Hall of Fame (USA)[4]
- 2000 Aufnahme in die International Scuba Diving Hall of Fame (USA)
- 2006 Beneath the Sea Legends Award (USA)
- 2009 Ehrenplakette in Gold vom Verband Deutscher Sporttaucher e. V. (VDST)
- 2012 Romy Platin für ihr Lebenswerk
- 2015 Eine neue Bierrezeptur wird ihr zu Ehren „Xarifa – Die Blonde Schönheit aus Wien“ getauft.[5]
- 2018 Eine Straße in Wien wird „Lotte-Hass-Weg“ benannt[6]

## Literarische Bedeutung
Die Germanistin Stefanie Seim untersuchte in einer sprachwissenschaftlichen Analyse das textuelle Verfahren, das Lotte Hass nutze, um leserseitig eine plastische Vorstellung der fiktionalen Tauchsport-Welt zu generieren: Mit der gezielten Verwendung der Verben stehen und schweben sowie mit dem gezielten Einsatz heterogener Vergleiche (speziell wie-Adjunkte) unternimmt Lotte Hass in ihrem autobiografischen Buch „Das Mädchen auf dem Meeresgrund“ (1970) den Versuch, ein lebendiges Bild von der erzählten, bei Tauchgängen erkundeten Unterwasserwelt vor das innere Auge des Rezipienten treten zu lassen und einen Wissensaufbau rund um das Tauchen zu generieren.

## Internationale Bedeutung
Bereits in den Jahren 1946 bis 1949 wurden in Frankreich die ersten abendfüllenden Spielfilme unter der Wasseroberfläche gedreht. Ein Beispiel ist der Film Les trafiquants de la mer von 1947 unter Willy Rozier und Michel Rocca. Sie erforderten, dass Filmschauspielerinnen das Tauchen lernten und bis zu 30 m tief tauchen mussten. Neu war bei diesen Filmen auch, dass die Spielszenen bereits mit Unterwasserscheinwerfern beleuchtet wurden, die von Batterien aus mit wasserdichten Kabeln aus dem Begleitschiff gespeist wurden.
Als weltweit erste Filmschauspielerin von Rang, die in einem Unterwasserfilm mitgewirkt hat, gilt die französische Schauspielerin Françoise Arnoul in Willy Roziers Film L’Épave, der erstmals 1949 gezeigt wurde.

## Verfilmung
Im Sommer und Herbst 2010 wurde ihr Buch Ein Mädchen auf dem Meeresgrund unter dem Titel Das Mädchen auf dem Meeresgrund verfilmt. Es handelt von der Expedition an das Rote Meer 1950. Im Film spielt Yvonne Catterfeld ihre Rolle. Bei einigen Unterwasser-Stuntszenen wurde Catterfeld von Anna von Boetticher gedoubelt. Hans Hass wird von Benjamin Sadler dargestellt. Der Film wurde am 8. Dezember 2011 gleichzeitig vom ORF und ZDF ausgestrahlt.
Das Buch war ebenfalls die Basis der 45-minütigen Filmbiografie viSIEonärinnen: MEER FRAUEN von Wildfilm, welche am Weltfrauentag 8. März 2025 bei Puls24news ausgestrahlt wurde. Der Film folgt dem Leben der Tauch-Pionierin, kommentiert von Meeresbiologin Sandra Bracun und Atlantik-Überquererin Natascha Fürst.